# Przestrzeń jednospójna

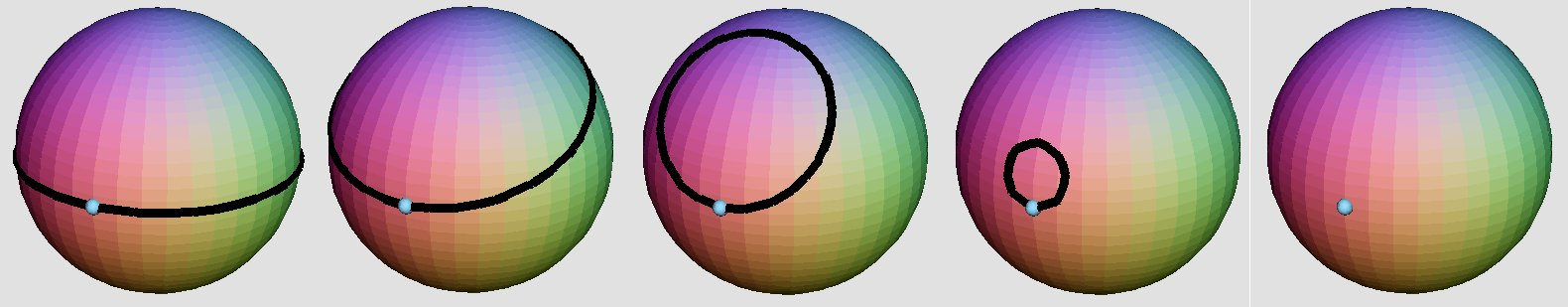
Sfera jest jednospójna, gdyż każda pętla może być ściągnieta do punktu tak, że podczas ściągania pętla jest stale zawarta w sferze.

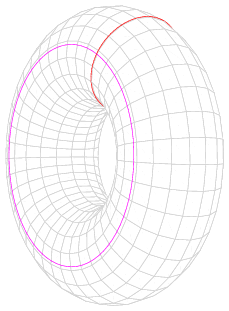
Torus jest spójny, ale nie jest jednospójny, gdyż żadna z kolorowych pętli nie może być ściągnięta do punktu.

Przestrzeń jednospójna – łukowo spójna przestrzeń topologiczna o trywialnej grupie podstawowej.
Innymi słowy jest to przestrzeń topologiczna {\displaystyle X} spełniająca następujące warunkiː
1. dowolne dwa punkty można połączyć drogą ({\displaystyle X} jest łukowo spójna),
2. dowolną taką krzywą można przekształcić w sposób ciągły, używając tylko punktów należących do tego obiektu, w dowolną inną krzywą łączącą te punkty (każde dwie drogi łączące {\displaystyle x\in X} oraz {\displaystyle y\in X} są homotopijne).

Zbiór jednospójny – to zbiór ze strukturą topologiczną, który potraktowany jako przestrzeń topologiczna jest przestrzenią jednospójną.

## Twierdzenia
Tw. 1 Przestrzeń topologiczna jest jednospójna wtedy i tylko wtedy, gdy jest łukowo spójna i każdą zawartą w niej pętlę da się ściągnąć do punktu, przy czym podczas ściągania pętla musi być zawarta w przestrzeni.
Tw. 2 Przestrzeń topologiczna jest jednospójna wtedy i tylko wtedy, gdy jest łukowo spójna i posiada genus zero (tzn. nie ma otworów).
Zbiory z otworem lub otworami (np. torus, okrąg) nie są jednospójne właśnie ze względu na te otwory, które sprawiają, że np. równoleżnika w torusie nie można w sposób ciągły zmniejszyć do punktu.

## Przykłady
Obiekty jednospójne:

Przestrzeń niejednospójna, ponieważ pętli okrążających dziury nie da się ściągnąć do punktu.

- W przestrzeni euklidesowej: odcinek, prosta, koło, kula, sfera {\displaystyle n}-wymiarowa {\displaystyle S^{n}} dla {\displaystyle n\geqslant 2} (np. sfera w przestrzeni trójwymiarowej).
- Przestrzeń Euklidesowa {\displaystyle \mathbb {R} ^{n}}.
- Gdy {\displaystyle n>2}, to {\displaystyle \mathbb {R} ^{n}} bez dowolnej liczby punktów, np. bez punktu {\displaystyle (0,0)}.
- Każdy podzbiór wypukły zawarty w {\displaystyle \mathbb {R} ^{n}}.
- Każda przestrzeń wektorowa, w tym przestrzenie Banacha i Hilberta.
- Specjalna grupa unitarna SU({\displaystyle n}).

Wszystkie przestrzenie ściągalne są jednospójne (ponieważ każde dwa przekształcenia w przestrzeń ściągalną są homotopijne), jednak nie odwrotnie – na przykład sfera dwuwymiarowa jest jednospójna, ale nie jest ściągalna.
Obiekty niejednospójne:
- Okrąg, torus, butelka Kleina, walec eliptyczny, wstęga Möbiusa.
- Przestrzeń Euklidesowa {\displaystyle \mathbb {R} ^{2}} bez np. punktu {\displaystyle (0,0)}.
- Dla {\displaystyle n\geqslant 2}, specjalna grupa ortogonalna SO({\displaystyle n,\mathbb {R} }).